# تویوساتو، شیگا
تویوساتو، شیگا (به لاتین: Toyosato, Shiga) یک منطقهٔ مسکونی در ژاپن است که در استان شیگا واقع شده‌است. تویوساتو ۷٬۲۹۲ نفر جمعیت دارد.